# هنرى دانيل
هنرى دانيل (بالإنجليزية: Henry Daniell)‏ هو ممثل بريطاني، ولد في 5 مارس 1894 بلندن في المملكة المتحدة، وتوفي في 31 أكتوبر 1963 بسانتا مونيكا في الولايات المتحدة بسبب نوبة قلبية.

## أعمال

### أفلام
- (1940) الديكتاتور العظيم[5][6]
- (1940) قصة فيلادلفيا
- (1940) كل هذا والجنة أيضا
- (1942) شرلوك هولمز وصوت الإرهاب
- (1943) مشاهدة نهر الراين
- (1943) هولمز في واشنطن
- (1943) هولمز والسلاح السري
- (1944) المرأة في الأخضر
- (1956) ديان
- (1956) رغبة في الحياة
- (1957) شاهد على المحاكمة[7]
- (1962) تقرير تشابمان
- (1964) سيدتي الجميلة[8]

## وصلات خارجية
- هنرى دانيل على موقع IMDb (الإنجليزية)
- هنرى دانيل على موقع ألو سيني (الفرنسية)
- هنرى دانيل على موقع أول موفي (الإنجليزية)
- هنرى دانيل على موقع قاعدة بيانات برودواي على الإنترنت (الإنجليزية)
- هنرى دانيل على موقع قاعدة بيانات برودواي على الإنترنت (الإنجليزية)
- هنرى دانيل على موقع قاعدة بيانات الأفلام السويدية (السويدية)
- هنرى دانيل على موقع إن إن دي بي (الإنجليزية)
- هنرى دانيل على موقع قاعدة بيانات الفيلم (الإنجليزية)
- هنرى دانيل على موقع كينوبويسك (الروسية)